# Nouvelle Vague Espagnole
 (avril 2024).
La mise en forme du texte ne suit pas les recommandations de Wikipédia : il faut le « wikifier ».
Les points d'amélioration suivants sont les cas les plus fréquents :
- Les titres sont pré-formatés par le logiciel. Ils ne sont ni en capitales, ni en gras.
- Le texte ne doit pas être écrit en capitales (les noms de famille non plus), ni en gras, ni en italique, ni en « petit »…
- Le gras n'est utilisé que pour surligner le titre de l'article dans l'introduction, une seule fois.
- L'italique est rarement utilisé : mots en langue étrangère, titres d'œuvres, noms de bateaux, etc.
- Les citations ne sont pas en italique mais en corps de texte normal. Elles sont entourées par des guillemets français : « et ».
- Les listes à puces sont à éviter, des paragraphes rédigés étant largement préférés. Les tableaux sont à réserver à la présentation de données structurées (résultats, etc.).
- Les appels de note de bas de page (petits chiffres en exposant, introduits par l'outil «  Source ») sont à placer entre la fin de phrase et le point final[comme ça].
- Les liens internes (vers d'autres articles de Wikipédia) sont à choisir avec parcimonie. Créez des liens vers des articles approfondissant le sujet. Les termes génériques sans rapport avec le sujet sont à éviter, ainsi que les répétitions de liens vers un même terme.
- Les liens externes sont à placer uniquement dans une section « Liens externes », à la fin de l'article. Ces liens sont à choisir avec parcimonie suivant les règles définies. Si un lien sert de source à l'article, son insertion dans le texte est à faire par les notes de bas de page.
- La présentation des références doit suivre les conventions bibliographiques. Il est recommandé d'utiliser les modèles {{Ouvrage}}, {{Chapitre}}, {{Article}}, {{Lien web}} et/ou {{Bibliographie}}. Le mode d'édition visuel peut mettre en forme automatiquement les références.
- Insérer une infobox (cadre d'informations à droite) n'est pas obligatoire pour parachever la mise en page.

Pour une aide détaillée, merci de consulter Aide:Wikification.
Si vous pensez que ces points ont été résolus, vous pouvez retirer ce bandeau et améliorer la mise en forme d'un autre article.
La Nouvelle Vague Espagnole ou Le Nouveau Cinéma Espagnol ou La Nouvelle Cinémathèque Espagnole est un terme utilisé pour désigner les cinéastes espagnols qui ont commencé à réaliser des films dans les années 1960 jusqu'au mi-années 1970. Les films de l’époque recouraient à l’humour sombre, aux allégories et aux métaphores pour contourner la censure du régime franquiste de l’époque,.

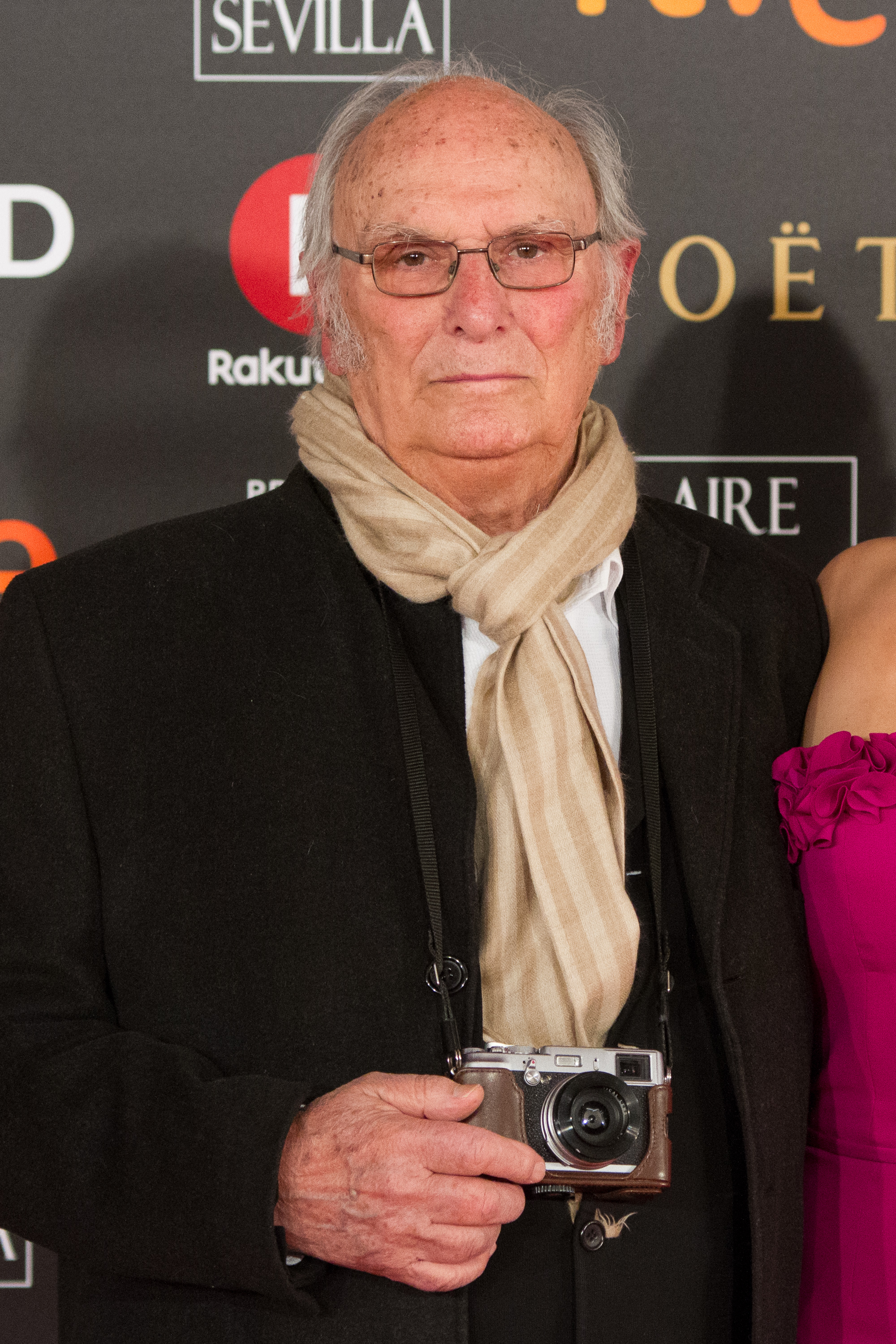
Le réalisateur Carlos Saura est considéré comme le nom plus important de la nouvelle vague espagnole, ayant réalisé des films qui sont aujourd'hui considérés comme des chefs-d'œuvre du cinéma espagnol.

## Aperçu
En 1962, José María García Escudero devient directeur général de la cinématographie et du théâtre, propulsant les efforts de l'État et de l'École officielle de cinéma, d'où sont sortis la majorité des nouveaux réalisateurs, généralement issus de la gauche politique et des opposants au gouvernement franquiste. . Parmi eux se trouvaient Mario Camus , Miguel Picazo , Francisco Regueiro , Manuel Summers et surtout Carlos Saura . Outre cette lignée de réalisateurs, Fernando Fernán Gómez a réalisé El Extraño Viaje (1964) et El Mundo Sigue (1965), Víctor Erice, L'Esprit De La Ruche (1973) et Jaime De Armiñan, Mi Querida Señorita (1972).
De la soi-disant Escuela de Barcelona, à l'origine plus expérimentale et cosmopolite, viennent Jacinto Esteva, Pere Portabella, Joaquín Jordà, Vicente Aranda, Jaime Camino et Gonzalo Suárez, qui ont réalisé leurs chefs-d'œuvre dans les années 1980.
Au Pays basque, les réalisateurs Fernando Larruquert, Nestor Basterretxea, José María Zabalza et le producteur Elías Querejeta se sont distingués.
La période 1968-1980 a vu l'âge d'or du film d'horreur espagnol de série B, sous-tendant le terme fantaterror pour désigner l'ensemble des films mêlant des thèmes surnaturels et d'horreur nés en réponse aux titres d'exploitation européens et américains.
Dans les années 1960 (et 1970), une nouvelle sorte d' españolada, différente de la précédente, a amené la formulation d'un modèle «ibérique» de masculinité associé au casticisme , représenté par un système stellaire masculin composé de personnalités comme José Luis López Vázquez , Alfredo Landa , Andrés Pajares et Fernando Esteso. Une nouvelle vague de films de comédie grand public populaires et réactionnaires est devenue collectivement connue sous le nom de landismo – d'après Alfredo Landa, une apparition récurrente dans beaucoup de ces films mettant en scène des types d'«amoureux latins» prédateurs de femmes étrangères, qui était un phénomène culturel dans les années 1970.

## Films

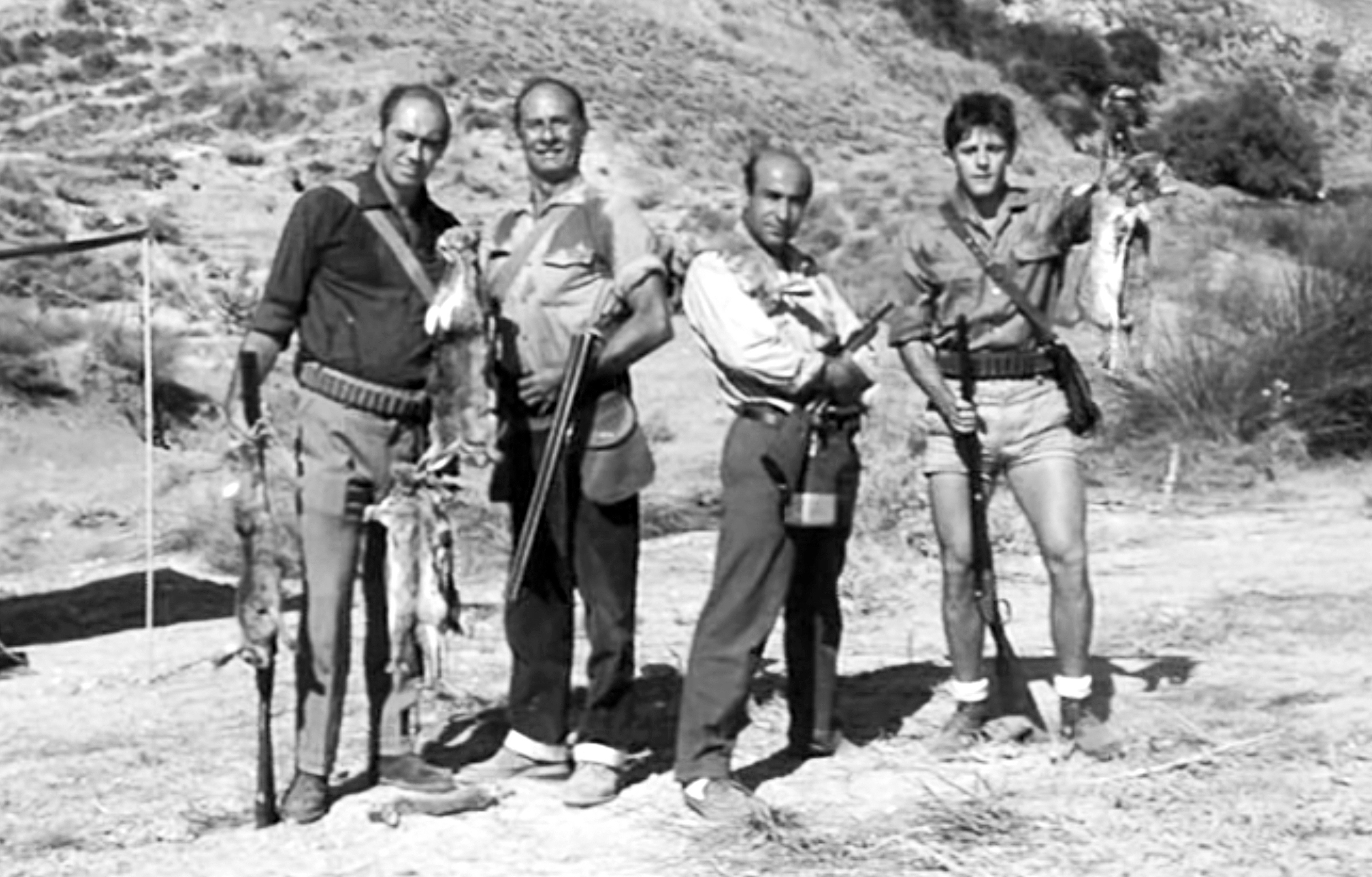
Image de le film La Chasse (1966) de Carlos Saura.

Les films abordaient divers sujets, des plus banals aux plus controversés, certains comme le cas de Viridiana de Luis Buñuel étant censuré par la dictature de Franco, et l'actrice du film Silvia Pinal emportant une copie complète du film avec elle au Mexique pour le préserver. ça ça. D'autres réalisateurs ont abordé la critique sociale et politique de manière plus allégorique afin de contourner la censure, comme ce fut le cas de Carlos Saura, le plus grand représentant du nouveau cinéma espagnol de l'époque, qui a atteint son apogée à la fin du mouvement en 1976, également une époque où Franco mourut et où le cinéma espagnol se trouva ainsi libéré des contraintes dictatoriales du régime et put se développer avec plus de liberté artistique qui obtiendra une plus grande reconnaissance à partir des années 80, entre les mains de Pedro Almodóvar.

## Œuvres clés
• Viridiana (1961), Luis Buñuel
• Plácido (1961), Luis García Berlanga
• Atraco A Las Tres, José María Forqué
• El Verdugo (1963), Luis García Berlanga
• Del Rosa Al Amarillo (1963), Manuel Summers
• El Buen Amor (1963), Francisco Regueiro
• La Tía Tula (1964), Miguel Picazo
• El Extraño Viaje (1964), Fernando Fernán Gómez
• El Mundo Sigue (1965), Fernando Fernán Gómez
• La Chasse (1966), Carlos Saura
• Dante No Es Únicamente Severo (1967), Jacinto Esteva et Joaquín Jordá
• Peppermint Frappé (1967), Carlos Saura
• Stress Es Tres, Tres, Carlos Saura
• La Résidence (1969), Narciso Ibáñez Serrador
• Margarita Y El Lobo (1969), Cecilia Bartolomé
• La Madriguera (1969), Carlos Saura
• Tristana (1970), Luis Buñuel
• Adieu, Cigogne, Adieu (1971), Manuel Summers
• Terreur Dans Le Shanghaï Express (1972), Eugenio Martín
• Peu De Secondes Pour Dire Amen (1972), Joaquín Luis Romero Marchent
• Mi Querida Señorita (1972), Jaime De Armiñan
• L'Esprit De La Ruche (1973), Víctor Erice
• Anna Et Les Loups (1973), Carlos Saura
• Furtivos (1975), José Luis Borau
• Le Désenchantement (1976), Jaime Chávarri
• Canciones Para Después De Una Guerra (1976), Basilio Martín Patino
• La Siesta (1976), Jorge Grau
• Cría Cuervos (1976), Carlos Saura
• Les Révoltés De L'An 2000 (1976), Narciso Ibáñez Serrador